# Harold D. Arnold
Harold DeForest Arnold (* 3. September 1883 in Woodstock, Connecticut; † 10. Juli 1933 in Summit, New Jersey) war ein US-amerikanischer Pionier der Vakuumröhren-Technik.
Harold D. Arnold studierte an der Wesleyan University in Middletown, wo er 1907 den Mastergrad erlangte, und an der University of Chicago, wo er 1911 den Doktorgrad erwarb.
Bei AT&T forschte er über Elektronenröhren. Von 1917 bis 1924 war er Leiter der Forschungsabteilung bei Western Electric, 1925 wurde er Direktor der Forschungsabteilung von Bell Telephone Laboratories.

## Werke
- The Thermophone as a Precision Source of Sound. In: Physical Review. 1917

## Belege
1. ↑  Harold DeForest Arnold in der Encyclopædia Britannica

| Personendaten    | Personendaten                                      |
| ---------------- | -------------------------------------------------- |
| NAME             | Arnold, Harold D.                                  |
| ALTERNATIVNAMEN  | Arnold, Harold DeForest                            |
| KURZBESCHREIBUNG | US-amerikanischer Pionier der Vakuumröhren-Technik |
| GEBURTSDATUM     | 3. September 1883                                  |
| GEBURTSORT       | Woodstock, Connecticut, USA                        |
| STERBEDATUM      | 10. Juli 1933                                      |
| STERBEORT        | Summit, New Jersey, USA                            |